# Eric Singer
Eric Singer, född Eric Doyle Mensinger den 12 maj 1958 i Cleveland, Ohio, är en amerikansk trumslagare, känd bland annat som medlem i hårdrocksbandet KISS.

## Biografi
Singer tog över som trummis i Kiss efter Eric Carr, som avled 1991. Han blev kvar i bandet fram till 1996, då originaltrummisen Peter Criss återvände och Kiss på nytt sminkade sig. Singer anslöt sig återigen till Kiss 2001-2002 och senast från 2004. Han har på senare tid tagit över Peter Criss sminkning som "Catman".
Singer är också känd som trummis för bland andra Alice Cooper, Queen, Badlands, Black Sabbath, Brian May och Gary Moore. Han har dessutom varit studiotrummis till Tobias Sammets Avantasia. Singer har även ett eget band som heter Eric Singer Project ESP. Bland medlemmarna återfinns bland andra den förre Kiss-gitarristen Bruce Kulick samt sångaren och gitarristen John Corabi (tidigare i Mötley Crüe) och Karl Cochran.

## Diskografi i urval

### Black Sabbath
- 1986 – Seventh Star
- 1987 – The Eternal Idol

### Badlands
- 1989 – Badlands

### Kiss
- 1992 – Revenge
- 1993 – Alive III
- 1996 – KISS Unplugged
- 1997 – Carnival of Souls: The Final Sessions
- 2004 – Rock The Nation Live!
- 2006 – The Best of Kiss, Volume 3: The Millennium Collection
- 2008 – Kiss Alive 35
- 2008 – Kiss Best - Kissology
- 2009 – Sonic Boom
- 2012 – Monster

### Alice Cooper
- 2000 – Brutal Planet
- 2003 – The Eyes of Alice Cooper
- 2008 – Along Came a Spider